# Rund um Berlin 1979
Rund um Berlin 1979 war die 73. Austragung des ältesten deutschen Eintagesrennens Rund um Berlin. Es fand am 12. August über 195 Kilometer statt. Sieger wurde Hans-Joachim Schippel.

## Rennverlauf
Start und Ziel war die Radrennbahn Berlin-Weißensee. Am Start waren 75 Radrennfahrer aus der Tschechoslowakei, Polen, der Sowjetunion sowie Fahrer der Sportclubs und Betriebssportgemeinschaften (BSG) der DDR.
25 Kilometer vor dem Ziel riskierte der spätere Sieger einen Ausreißversuch und erreichte das Ziel als Solist. Die weiteren Fahrer trafen mehrheitlich allein oder in kleinen Gruppen im Ziel ein. Burkhard Freese, der unterwegs noch das Gros an Prämien gewonnen hatte, wurde 12. Weit mehr als die Hälfte der Fahrer erreichte das Ziel nicht. Bester BSG-Fahrer wurde Klaus Olsohn als 22.

## Ergebnis
|     | Fahrer                | Verein/Land                   | Zeit (h)       |
| --- | --------------------- | ----------------------------- | -------------- |
| 01. | Hans-Joachim Schippel | ASK Vorwärts Frankfurt (Oder) | 4:32:15 h      |
| 02. | Jewgeni Richter       | Sowjetunion                   | gl. Zeit       |
| 03. | Peter Scheibner       | SC Karl-Marx-Stadt            | + 1:35 Minuten |
| 04. | Frank Herzog          | ASK Vorwärts Frankfurt (Oder) | + 2:45 Minuten |
| 05. | Edmundas Pesetskis    | Sowjetunion                   | + 3:02 Minuten |
| 06. | Bodo Straubel         | SC DHfK Leipzig               | + 3:51 Minuten |
| 0 … |                       |                               |                |